# Fernão Mendes Pinto
Fernão Mendes Pinto (Montemor-o-Velho, Regne de Portugal, ca. 1509 - Pragal, Almada, 8 de juliol de 1583) va ser un explorador i escriptor portuguès. Les seves gestes es coneixen a través de la publicació pòstuma del seu llibre de memòries Peregrinação el 1614, una autobiografia la veracitat de la qual és gairebé impossible d'avaluar.
En els seus viatges pel Mitjà i Extrem Orient Pinto va visitar Etiòpia, el mar d'Aràbia, la Xina (en què afirmava haver estat forçat a treballar en la Gran Muralla), l'Índia i el Japó. Afirmà que havia format part del primer grup d'europeus en visitar el Japó, iniciant el període del comerç Nanban, alhora que, segons ell, hi introduïa la pistola el 1543. Se sap que va finançar la primera església cristiana al Japó després de fer-se amic d'un missioner catòlic i membre fundador de la Companyia de Jesús, posteriorment conegut com a sant Francesc Xavier. Durant un temps Pinto també fou jesuïta, tot i que més tard va abandonar l'orde.
A l'obra Peregrinação Pinto es mostra molt crític amb el colonialisme portuguès a l'Extrem Orient Les històries contades dels seus viatges eren tant sorprenents - va escriure que fou capturat tretze vegades i venut en disset ocasions - que van fer que la majoria de la gent no se'ls cregués. Això va donar lloc a la dita: "Fernão, Mentes? Minto!" un joc de paraules amb el seu nom que es podria traduir com a "Fernão, menteixes? Sí, menteixo".

## Biografia

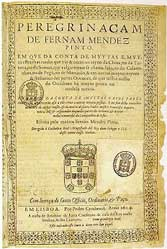
Portada del llibre Peregrinação.

Sent petit un oncle el va dur a Lisboa, on va començar a treballar a la casa de Jorge de Lencastre, duc de Coïmbra i fill il·legítim del rei Joan II de Portugal. Allà hi va romandre durant uns cinc anys, dos dels quals com a mosso de cambra del mateix Jorge.
El 1537 va viatjar a l'Índia per trobar-se amb els seus dos germans. D'acord amb els relats de la seva obra Peregrinação durant una expedició pel mar Roig el 1538 va participar en una batalla naval contra els otomans, en què va ser fet presoner i venut a un grec i posteriorment a un jueu que el va portar a Ormuz, on va ser rescatat pels portuguesos.
Va acompanyar a Pedro de Faria a Malaca, des d'on va iniciar els seus viatges durant 21 anys per Àsia. Allà va recórrer les costes de Birmània, Siam, les illes de la Sonda, les illes Moluques, la Xina i Japó. En un dels seus viatges a aquest darrer país va conèixer a sant Francesc Xavier, i influenciat per la seva personalitat, va decidir entrar a l'orde dels jesuïtes i promoure una missió jesuïta al Japó.
El 1554, després d'alliberar als seus esclaus, marxà cap al Japó com a novici de la Companyia de Jesús i com a ambaixador del virrei D. Afonso de Noronha juntament amb Daimyo de Bungo. Aquest viatge va ser una decepció per a ell, tant pel que fa al comportament del seu company, com pel que fa a la conducta de la Companyia. Enfadat, va abandonar el noviciat i va tornar a Portugal.
Amb l'ajuda de l'ex governador de l'Índia, Francisco Barreto, va aconseguir la documentació per aconseguí una pensió que mai va rebre. Desil·lusionat, es va retirar a la Quinta de Vale do Rosal, a Almada, on va romandre fins a la seva mort i on va escriure, entre 1570 i 1578, l'obra Peregrinação.